# Ericus Dahl
Ericus Dahl, död 13 mars 1694 i Dagsbergs församling, Östergötlands län, var en svensk präst.

## Biografi
Dahl var son till rådmannen Lars Månsson och Elisabeth Holm i Norrköping. Han blev 4 juli 1678 student vid Uppsala universitet. Dahl blev 1680 kollega och kantor i Norrköping. Den 4 juli 1683 prästvigdes han och blev 1693 kyrkoherde i Dagsbergs församling. Dahl avled 1694 i Dagsbergs församling.

### Familj
Dahl var gift med Maria. De fick tillsammans barnen kyrkoherde Samuel Dahl (1682–1734) i Fornåsa församling, Hemming Dahl (1683–1698), Eric Dahl (född 1686), Petrus Dahl (1688–1712), Daniel Dahl (född 1690), Lars Dahl (1691–1719) och Christina Dahl (1692–1696).